# Sphoeroides andersonianus
Sphoeroides andersonianus és una espècie de peix de la família dels tetraodòntids i de l'ordre dels tetraodontiformes.

## Hàbitat
És un peix marí, de clima tropical i demersal.

## Distribució geogràfica
Es troba al Pacífic oriental.

## Observacions
És inofensiu per als humans.